# Альтвайдельбах
Альтвайдельбах (нем. Altweidelbach) — община в Германии, в земле Рейнланд-Пфальц.
Входит в состав района Рейн-Хунсрюк. Подчиняется управлению Зиммерн. Население составляет 251 человек (на 31 декабря 2010 года).

## Название
До XVI века коммуна носила названия Widelbach и Weidelbach, которые означают ручей у ивы. Приставку alt (старый) добавили что бы отличать Альтвайдельбах от других коммун.

## История
Археологические раскопки показывают, что район был населён ещё во времена Римской империи. Тогда римлянами была построена дорога «Каменный путь», которая проходила через эти земли. Первое упоминание коммуны Альтвайдельбах датировано 1006 годом. В 1794 году коммуну тщательно разграбили французские оккупанты. В 1866, 1897 и 1975 годах в этих местах произошли сильные пожары. Первая мировая война отняла жизни 10 жителей Альтвайдельбаха, двое пропали без вести. Во время Второй мировой погибли 4 человека, трое пропали без вести. В 2006 коммуне исполнился 1000-летний юбилей.

## Демография
В XVII веке население резко сократилось до 7 семей, чему поспособствовала Тридцатилетняя война и чума. В 1698 году население составляло было 58 человек.
| Год  | Численность | Численность |
| ---- | ----------- | ----------- |
| 1975 | 165         | [ 4 ]       |
| 2017 | 249         | [ 1 ]       |
| 2019 | 252         | [ 5 ]       |
| 2021 | 273         | [ 6 ]       |
| 2022 | 279         | [ 7 ]       |
| 2023 | 286         | [ 2 ]       |